# Fizikalna sprememba
Pri fizikalni spremembi se snov kemijsko ne spremeni oziroma ne pride do nastanka nove snovi. Zgled je fazni prehod med agregatnimi stanji.